# Vladimir Liakhov (colonel)
Pour l’article homonyme, voir Vladimir Liakhov (cosmonaute).
Vladimir Platonovitch Liakhov (en russe : Владимир Платонович Ляхов) (juin 1869 - juin 1919) est un colonel de l'armée russe, commandant la brigade cosaque persane sous le règne du Chah de Perse Mohammad Ali Chah. Il a acquis une notoriété considérable en détruisant le parlement et en exécutant plusieurs chefs constitutionnalistes le 24 juin 1908. En témoignage de gratitude, Mohammad Ali Chah le nomma gouverneur militaire de Téhéran.
Il a ensuite servi sur le front caucasien pendant la Première Guerre mondiale. En 1916, les troupes de Lyakhov s’emparèrent de Trabzon lors de la campagne de Trébizonde. Après la révolution russe, Lyakhov a rejoint le mouvement blanc, servant dans l’armée des volontaires du général Anton Dénikine. En octobre 1918, il mène l’attaque contre le chemin de fer de Vladikavkaz. À partir du 15 novembre 1918, il est commandant du IIIe corps d’armée de l’armée volontaire. Après l’occupation du Terek le 10 janvier 1919, il est nommé commandant en chef des troupes dans le territoire du Terek-Daghestan. Après avril 1919, il est transféré dans la réserve de l’armée volontaire, se retire du service militaire et s’installe dans la banlieue de Batoumi. Là, il a été tué par des intrus dans des circonstances peu claires.